# Stefan Schulz (Chemiker)
Stefan Schulz (* 6. September 1957 in Hamburg) ist ein deutscher Chemiker und Hochschullehrer.

## Leben
Der Sohn von Hilde und Karl-Heinz Schulz besuchte von 1964 bis 1968 die Grundschule Kleinflottbeker Weg in Hamburg und von 1968 bis 1976 das Christianeum in Hamburg. Nach dem  Abitur 1976 studierte er an 1976 Chemie an der Universität Hamburg (1979 Vordiplom, 1981 Diplomhauptprüfung, 1981–1982 Anfertigung der Diplomarbeit). Seit 1987 war er wissenschaftlicher Angestellter an der Universität Hamburg als Assistent im Fortgeschrittenenpraktikum für organische Chemie. Nach der Promotion 1987 mit einer Dissertation zum Thema „Die Chemie der Duftorgane männlicher Lepidopteren“ bei Wittko Francke und Hans Paulsen an der Universität Hamburg und der Habilitation 1994 in Hamburg ist er seit 1998 Professor für Organische Chemie an der TU Braunschweig.

## Forschung
Schulz forscht mit seiner Arbeitsgruppe im Bereich der Naturstoffchemie und insbesondere mit den Themen chemische Kommunikation und chemische Ökologie. Es werden Verbindungen identifiziert, isoliert und stereoselektiv synthetisiert. Darüber hinaus wird Biosynthese dieser Naturstoffe untersucht. Es wird die chemische Kommunikation bei Arthropoden, Amphibien und Reptilien und die Rolle von Duftstoffen bei der bakteriellen Kommunikation untersucht. Der Fokus bei den Totalsynthesen von Naturstoffen liegt bei potentiellen neuen Antibiotika.

## Publikationen (Auswahl)
- Antiinfektiva, Kohlenhydrate und Pflanzenwirkstoffe. In: Nachrichten aus Chemie, Technik und Laboratorium. Band 43, Nr. 7–8, 1995, S. 791–794, doi:10.1002/nadc.19950430712.
- Die Chemie von Spinnengift und Spinnseide. In: Angewandte Chemie. Band 109, Nr. 4, 1997, S. 324–337, doi:10.1002/ange.19971090404.
- Insect-Plant Interactions – Metabolism of Plant Compounds to Pheromones and Allomones by Lepidoptera and Leaf Beetles. In: European Journal of Organic Chemistry. Band 1998, Nr. 1, 1998, S. 13–20, doi:10.1002/(SICI)1099-0690(199801)1998:1<13::AID-EJOC13>3.0.CO;2-R.
- Many Promising Smells. In: Angewandte Chemie International Edition. Band 44, Nr. 27, 2005, S. 4118–4119, doi:10.1002/anie.200501584.
- Classics in Spectroscopy: Isolation and Structure Elucidation of Natural Products. By Stefan Berger and Dieter Sicker. In: ChemBioChem. Band 10, Nr. 17, 2009, S. 2800–2801, doi:10.1002/cbic.200900650.
- A New Bacterial Chemical Signal: Mapping the Chemical Space Used for Communication. In: ChemBioChem. Band 15, Nr. 4, 2014, S. 498–500, doi:10.1002/cbic.201300758.